# Devičany
Devičany es un municipio del distrito de Levice en la región de Nitra, Eslovaquia, con una población estimada a final del año 2024 de 401 habitantes.
Se encuentra ubicado al este de la región, cerca de los ríos Ipoly y Hron (ambos, afluentes izquierdos del Danubio) y de la frontera con la región de Banská Bystrica.

## Demografía
| Año        | 1994 | 2004     | 2014    | 2024    |
| ---------- | ---- | -------- | ------- | ------- |
| Población  | 431  | 382      | 388     | 401     |
| Diferencia |      | −11,36 % | +1,57 % | +3,35 % |

| Año        | 2023 | 2024    |
| ---------- | ---- | ------- |
| Población  | 400  | 401     |
| Diferencia |      | +0,25 % |